# もういちど家族
『もういちど家族』（もういちどかぞく）は、1995年10月30日 - 12月28日にTBS「花王 愛の劇場」枠にて放送された日本の昼ドラマである。全44話。同枠における、石井ふく子がプロデューサーを務めた最後の作品（第17作目）である。

## キャスト
- 小春：長山藍子
- 金次郎： 芹沢新
- 元気：内海光司
- はん：大鹿次代
- 井上順
- 水野千夏
- 笑子：小林綾子
- 奈美子：浅利香津代

## スタッフ
- プロデューサー ｰ 石井ふく子・川俣公明
- 脚本 - 清水曙美
- 演出 - 川俣公明
- 制作 - TBS、ロード

## 主題歌
- 「ふるさとはいつも」

作詞：吉岡治/作曲：かとう哲也/歌：美空ひばり